# Haringvreter
Haringvreter és una illa deshabitada d'una superfície de 100 hectàrees que se situa al Veerse Meer, a la província de Zelanda als Països Baixos. El nom de l'illa ve de les foques que abans, quan era encara un banc de sorra, estaven a l'illa i van ser anomenades Haringvreters (menjant d'arengs) pels pescadors. Després de la creació del Veerse Meer el 1961, hi van posar un bosc de 20 hectàrees. Ara hi ha més de 40.000 ocells que hi hibernen. Des d'algunes dècades, també hi ha daines. L'illa està en mans de l'associació Staatsbosbeheer.